# Marziano Perosi
Marziano Perosi (Tortona, 20 ottobre 1875 – Roma, 21 febbraio 1959) è stato un compositore, organista e maestro di cappella italiano.

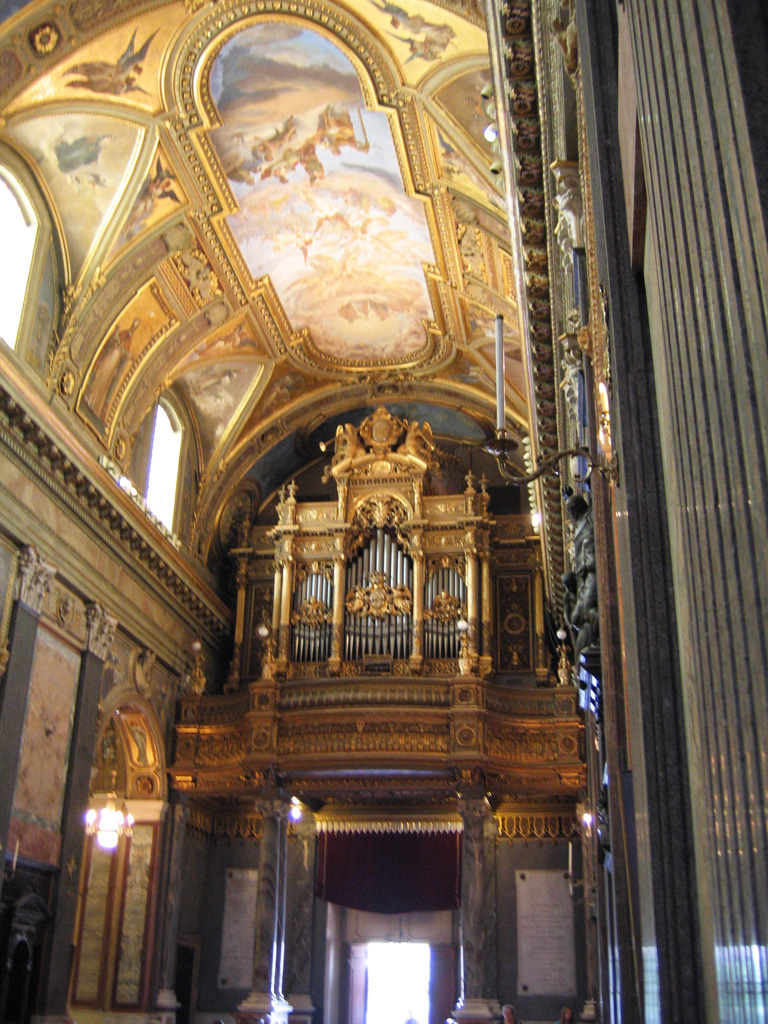
L'organo e la cantoria del Santuario di Pompei, ove Marziano Perosi fu organista e maestro di cappella.

Fratello di Lorenzo Perosi e del cardinale Carlo Perosi, fu organista e maestro di cappella al Santuario della Beata Vergine del Rosario di Pompei, maestro-assistente al fratello Lorenzo alla Cappella Sistina, e maestro di cappella ed organista del Duomo di Milano. La sua composizione più significativa fu l'opera Gli ultimi giorni di Pompei, (1912).
Altre composizioni:
- Jenny, opera teatrale (1913)
- La Desolata, elegia sacra in forma di oratorio (1901)
- Per soli, coro e orchestra:
  - Sancte Micheal, inno (1901)
  - Spes nostra, cantata (1906)
  - Notte e giorno (o Il trionfo della luce; 1908 e 1920)
- 3 sinfonie per organo e orchestra
- messe
- mottetti
- canzoni sacre
- liriche[1]